# El ratolí i el lleó
El ratolí i el lleó és una faula d'Isop, la popularitat de la qual l'ha fet objecte de nombroses adaptacions literàries i artístiques.

## Argument
Un lleó captura un ratolí i aquest li prega que el perdoni, que li tornarà el favor. El lleó se'n riu però accedeix i més tard és caçat amb una xarxa. El ratolí la rosega fins que allibera el lleó.

## Anàlisi
L'ensenyament moral de la faula és que tothom pot aportar alguna cosa malgrat les aparences (en aquest cas fins i tot un petit ratolí pot ajudar un lleó) i a més a més que si hom és generós i obra amb pietat, obté després la seva recompensa.
Existeixen relats de diferents cultures que reprenen la història, com per exemple una compresa a un antic papir egicpi o les variants on l'animal gros és un elefant (Índia) o un tigre (Xina), mantenint però l'ensenyament original.